# 働く車大全集
働く車大全集（はたらくくるまだいぜんしゅう）は、CS放送チャンネル (SKY PerfecTV!279ch) MONDO21で放送されていた自動車バラエティ番組。2009年12月からは兵庫県のサンテレビで不定期に放送されている。

## 概要
子供の頃に誰もが憧れた働く車が登場し、その仕組みを探っていく番組。

## ラインナップ
- KOMATSU
- バス
- 三菱ふそう
- 消防車
- 空港車両
- ISEKI
- 首都高速道路
- ゴミ収集車
- 散水車
- フォークリフト
- 高所作業車

## 出演
- モリナガ・ヨウ

## ナレーター
- 河本邦弘